# Сельское поселение «Село Хвастовичи»
Сельское поселение «Село Хвастовичи» — муниципальное образование в составе Хвастовичского района Калужской области России.
Центр — село Хвастовичи.

## Население
| 2010  | 2012  | 2013  | 2014  | 2015  | 2016  | 2017  |
| ----- | ----- | ----- | ----- | ----- | ----- | ----- |
| 4513  | ↘4451 | ↘4430 | ↘4362 | ↘4345 | ↘4321 | ↘4317 |
| 2018  | 2019  | 2020  | 2021  |       |       |       |
| ↘4257 | ↗4262 | ↗4324 | ↗4428 |       |       |       |

## Состав
В поселение входят 2 населённых пункта:
| № | Населённый пункт | Тип населённого пункта       | Население |
| - | ---------------- | ---------------------------- | --------- |
| 1 | Хвастовичи       | село, административный центр | ↘4425     |
| 2 | Успенский        | посёлок                      | ↘3        |